# Luis Neira León
Luis Antonio Neira León (Tarapoto, 5 de julio de 1976) es un ingeniero y político peruano. Fue alcalde del distrito de La Banda de Shilcayo durante 2 periodos entre el 2011 y 2018.
Nació en Tarapoto, Perú, el 5 de julio de 1976, hijo de Roger Alberto Neira Zárate y Estaurofila León Alva. Cursó sus estudios primarios y secundarios en su ciudad natal y, entre 1993 y 1997 cursó ingeniería agrónoma en la Universidad Nacional de San Martín de la misma ciudad.
Su primera participación política fue en las elecciones municipales del 2002 en las que fue candidato a la alcaldía del distrito de La Banda de Shilcayo sin éxito. En las elecciones municipales del 2010 fue elegido para ese cargo y reelegido en las elecciones del 2010. En las elecciones regionales del 2018 fue candidato a gobernador del Gobierno Regional de San Martín por el partido Vamos Perú sin obtener la elección.